# Масляний крем

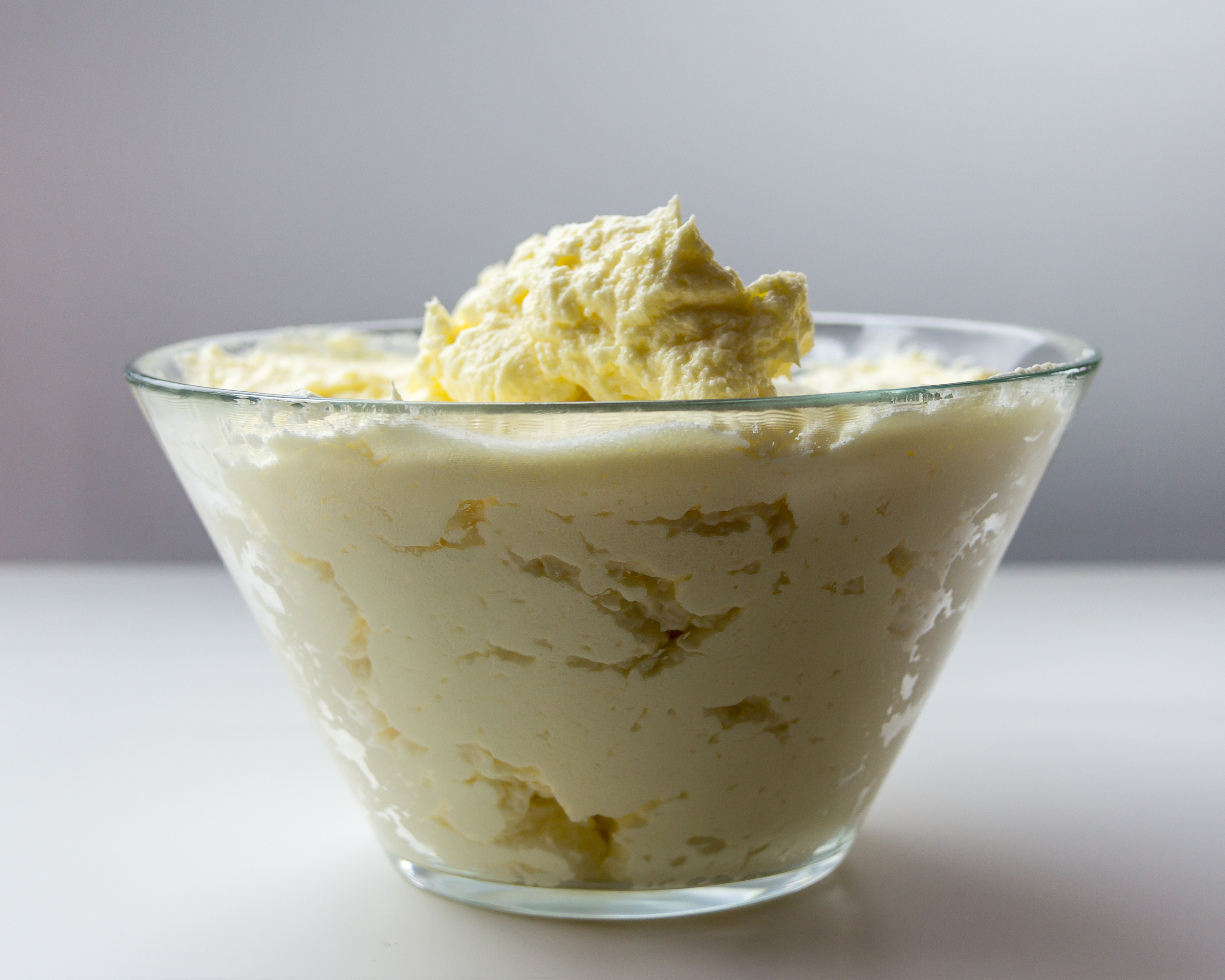
Масляний крем

Масляний крем — пластична піноподібна маса, крем з вершкового масла, цукру та яєць. Оздоблювальний напівфабрикат, використовується у виробництві борошняних кондитерських виробів як для прикраси їх поверхні, так і для прослоювання та обмазування коржів і заповнення порожнин випечених напівфабрикатів. Масляні креми володіють прекрасними смаковими якостями і привабливим зовнішнім виглядом, але не виявляють стійкості при зберіганні внаслідок високого вмісту в них молока та яєць і підвищеної вологості продукту. Яєчно-масляна маса є сприятливим середовищем для розвитку і життєдіяльності мікроорганізмів. Кондитерські креми на основі тільки вершкового масла і цукру-піску називаються вершковими.
Основний масляний крем на молоці та яйцях в радянській і українській харчової промисловості називається «Шарлотт», а масляний крем на яйцях без молока — «Гляссе». З введенням в основну масляних кремів добавок (какао-порошку, фруктово-ягідної підварки, кавового сиропу, дробленого горіха, ванільної есенції, коньяку) отримують інші рецептурні варіанти масляних кремів.
Крем «Шарлот» готують в два етапи: спочатку готується молочний сироп «Шарлот», який далі збивають з вершковим маслом. Для сиропу «Шарлотт» в підігріте молоко додають цукор-пісок, суміш уварюють протягом півгодини, а потім вливають невеликими порціями в добре збиті яйця при безперервному і швидкому помішуванні, щоб білки не згорнулися. Отриману масу уварюють при перемішуванні протягом 10 хвилин і охолоджують при помішуванні. На другому етапі в добре збите, збільшене в обсязі вершкове масло,